# SMS Wettin
O SMS Wettin foi um couraçado pré-dreadnought operado pela Marinha Imperial Alemã e a segunda embarcação da Classe Wittelsbach, depois do SMS Wittelsbach e seguido pelo SMS Zähringen, SMS Schwaben e SMS Mecklenburg. Sua construção começou em outubro de 1899 na Schichau-Werke em Danzig e foi lançado ao mar em junho de 1901, sendo comissionado na frota alemã em outubro do ano seguinte. Era armado com uma bateria principal composta por quatro canhões de 238 milímetros montados em duas torres de artilharia duplas, tinha um deslocamento carregado de mais de doze mil toneladas e alcançava uma velocidade máxima de dezoito nós (33 quilômetros por hora).
O Wettin passou a maior parte de sua carreira em tempos de paz atuando na I Esquadra de Batalha da frota alemã. Suas principais atividades durante o período foram treinamentos de rotina e viagens para portos estrangeiros. Foi colocado na reserva em meados de 1911, mas foi reativado alguns meses depois como navio-escola de artilharia. A Primeira Guerra Mundial começou em 1914 e o couraçado deu suporte para operações no Mar Báltico, porém foi novamente tirado do serviço em 1915 por escassez de tripulações e ameaça de submarinos britânicos. Pelo restante da guerra foi usado como navio-escola para cadetes e depois depósito. Foi tirado de serviço em 1920 e desmontado 1922.